# Alysson Leandro Mascaro
Alysson Leandro Barbate Mascaro (Catanduva, 1976) é um jurista e filósofo do direito marxista brasileiro. É Professor Associado de Filosofia e Teoria Geral do Direito da Faculdade de Direito da Universidade de São Paulo.
Como importante jusfilósofo marxista brasileiro, é o autor dos livros Filosofia do Direito (2010), Introdução ao Estudo do Direito (2007) e Introdução à Filosofia do Direito: dos modernos aos contemporâneos (2002), todos pela Editora Atlas. Em 2018, publicou o livro Crise e Golpe pela Boitempo Editorial, no qual aborda os acontecimentos ocorridos no contexto da crise político-econômica iniciada em 2014, ainda pela Boitempo publicou Estado e forma política (2013), no qual aborda uma teoria do Estado elogiada pelo filósofo esloveno Slavoj Žižek, e Crítica do Fascismo (2022). Além disso, escreveu junto do filósofo italiano Vittorio Morfino o livro Althusser e o Materialismo Aleatório (2020) publicado pela Editora Contracorrente.
Como pesquisador, estuda os seguintes temas: (i) Antropologia, democracia e teoria social; e (ii) Filosofia do direito contemporâneo: técnica, poder e crítica.

## Acusações de crimes sexuais
Em 3 de dezembro de 2024, o The Intercept publicou uma reportagem acusando o professor de ter cometido assédio sexual contra 10 alunos e ex-alunos, todos homens, entre 2006 e 2024. No dia seguinte, a Universidade de São Paulo instaurou procedimento de apuração preliminar e afastou o docente até a conclusão dos trabalhos.
Dias antes da reportagem do The Intercept, Alysson Mascaro havia postado um vídeo alegando ser vítima de perseguição digital. Novas reportagens dos veículos The Intercept, G1, Record (rede de televisão), Folha de S.Paulo e Informativo Adusp Online denunciaram outra série de abusos com relatos similares. O portal Brasil 247 reportou que o docente estaria sendo vítima de guerra jurídica.
Com a conclusão da apuração preliminar, que conta com cerca de 30 depoimentos, a Universidade de São Paulo instaurou Procedimento Administrativo Disciplinar contra o docente em 12 de fevereiro de 2025, renovando seu afastamento por mais 120 dias.

## Obras
- FILOSOFIA DO DIREITO. 9. ed. São Paulo: Atlas, 2021. 560p.
- SOCIOLOGIA DO DIREITO. 1. ed. São Paulo: GEN-Atlas, 2021. 312p.
- INTRODUÇÃO AO ESTUDO DO DIREITO. 8. ed. São Paulo: GEN-Atlas, 2021. 208p.
- CRISE E PANDEMIA. 1. ed. São Paulo: Boitempo, 2020. v. 1. 31p.
- CRÍTICA DA LEGALIDADE E DO DIREITO BRASILEIRO. 3. ed. São Paulo: Quartier Latin, 2019.
- CRISE E GOLPE. 1. ed. São Paulo: Boitempo, 2018. 207p.
- ESTADO Y FORMA POLÍTICA. 1. ed. Buenos Aires: Prometeo Libros, 2016. v. 1. 176p.
- ESTADO E FORMA POLÍTICA. 1. ed. São Paulo: Boitempo Editorial, 2013. v. 1. 132p.
- UTOPIA E DIREITO - ERNST BLOCH E A ONTOLOGIA JURÍDICA DA UTOPIA. 1. ed. São Paulo: Editora Quartier Latin do Brasil, 2008. v. 1. 206p.
- FILOSOFIA DO DIREITO E FILOSOFIA POLÍTICA - A JUSTIÇA É POSSÍVEL. 2. ed. São Paulo: Editora Atlas, 2008. v. 01. 126p.
- LIÇÕES DE SOCIOLOGIA DO DIREITO. 1. ed. São Paulo: Editora Quartier Latin do Brasil, 2007. v. 1. 208p.
- INTRODUÇÃO À FILOSOFIA DO DIREITO: DOS MODERNOS AOS CONTEMPORÂNEOS. 2ª. ed. São Paulo: Atlas, 2005. v. 01. 144p.